# Miguel Muñoz
Miguel Muñoz Mozún (Madrid, 1922. január 19. – Madrid, 1990. július 16.) spanyol labdarúgó, edző.
Játékoskarrierje legnagyobb részét a Real Madridnál töltötte, amelynek visszavonulása után edzője is lett. Muñoz a Real történetének valaha volt egyik legsikeresebb trénere. A Real kispadján két BEK-et és kilenc bajnoki címet szerzett, korábban játékosként háromszoros bajnok, valamint négyszeres BEK-győztes.
Utolsó csapata a spanyol válogatott volt, melynek 1982 és 1988 között volt a szövetségi kapitánya.
1990 nyarán, hatvannyolc évesen hunyt el.

## Karrierje

### Játékosként
Játékospályafutását az akkor harmadosztályban szereplő Logroñésben kezdte 1943-ban. Egy év után a Racing de Santanderhez szerződött, ahol két évet töltött. Ezután egy újabb kétéves időszak következett a Celta Vigónál, majd 1948-ban a Real Madrid szerződtette, többek között Pahiñóval együtt.
Kettejük közül végül Muñoz maradt tovább Madridban, egészen pontosan tíz évig, ami pontosan duplaannyi, mint Pahiño a Realban töltött évei. Muñoz az ott töltött egy évtized alatt összesen 347 tétmérkőzésen játszott a blancók színeiben. Ezalatt hétszer a spanyol válogatott mezét is magára ölthette, azonban világeseményen nem vett részt a nemzeti csapattal.
Muñoz nevéhez fűződik egy történelmi gól, ugyanis övé a BEK történetének első találata. 1955. szeptember 8-án a Servette kapuját vette be, ezzel a találattal indult útjára a ma már Bajnokok Ligája néven futó sorozat hosszú története. Amíg játszott, a Real mindhárom évben megnyerte a BEK-et. Három csapatkapitányként lejátszott idény után, 1958-ban vonult vissza, közel harminchat évesen.

### Edzőként
Visszavonulása után rögtön munkát kapott a Real Madridnál, már 1959-ben irányíthatta rövid ideig az első gárdát. Ezt követően a tartalékcsapat, a Plus Ultra kispadjára ült le. 1960-ban visszakerült az első csapat élére, ezzel pedig kezdetét vette a Real Madrid egyik legsikeresebb korszaka. Edzőként szintén megnyerte kétszer a BEK-et (1959–60, 1965–66), valamint kilenc bajnoki címet is szerzett az együttessel, ebben volt egy ötös és egy hármas sorozat is.
A két BEK-en és a kilenc bajnoki címen kívül háromszor a kupát is elhódította, valamint játszott egy KEK-döntőt is 1971-ben. Az ezt követő hét idényt három csapatnál, a Granadánál, a Las Palmas-nál, és a Sevillánál töltötte.
1969-ben ideiglenesen már volt a spanyol válogatott szövetségi kapitánya, 1982-ben pedig már teljes értékű szerződést írt alá a nemzeti csapattal, miután az csúfosan leszerepelt a hazai rendezésű, 1982-es vb-n. A „Furia Rojával” az 1984-es Eb-n döntőt játszott, 1986-ban pedig negyeddöntőig jutott a világbajnokságon.

## Sikerei, díjai

### Játékosként
- Bajnok: 1953-54, 1954-55, 1956-57, 1957-58
- BEK-győztes: 1955-56, 1956-57, 1957-58
- Latin kupa-győztes: 1955, 1957

### Edzőként
- Bajnok: 1960-61, 1961-62, 1962-63, 1963-64, 1964-65, 1966-67, 1967-68, 1968-69, 1971-72
- Kupagyőztes: 1961-62, 1969-70, 1973-74
- BEK-győztes: 1965-66
- KEK-döntős: 1970-71
- Eb-döntős: 1984